# Comuna de Nowe Miasto Lubawskie
Nowe Miasto Lubawskie (polaco: Gmina Nowe Miasto Lubawskie) é uma gminy (comuna) na Polónia, na voivodia de Vármia-Masúria e no condado de Nowomiejski.
De acordo com os censos de 2004, a comuna tem 7740 habitantes, com uma densidade 56,1 hab/km².

## Área
Estende-se por uma área de 138,02 km², incluindo:
- área agrícola: 69%
- área florestal: 17%

## Demografia
Dados de 30 de Junho 2004:
|                      | Total   | Total | Mulheres | Mulheres | Homens  | Homens |
| -------------------- | ------- | ----- | -------- | -------- | ------- | ------ |
|                      | pessoas | %     | pessoas  | %        | pessoas | %      |
| População            | 7740    | 100   | 3871     | 50       | 3869    | 50     |
| Densidade (pop./km²) | 56,1    | 100   | 28       | 28       | 28      | 28     |

De acordo com dados de 2002, o rendimento médio per capita ascendia a 1256,11 zł.

## Subdivisões
- Bagno, Bratian, Chrośle, Gryźliny, Gwiździny, Jamielnik, Kaczek, Lekarty, Mszanowo, Nawra, Nowy Dwór Bratiański, Pacółtowo, Pustki, Radomno, Skarlin, Tylice.

## Comunas vizinhas
- Biskupiec, Grodziczno, Iława, Kurzętnik, Lubawa, Nowe Miasto Lubawskie